# Evangelische Kirche Odenhausen (Lahn)

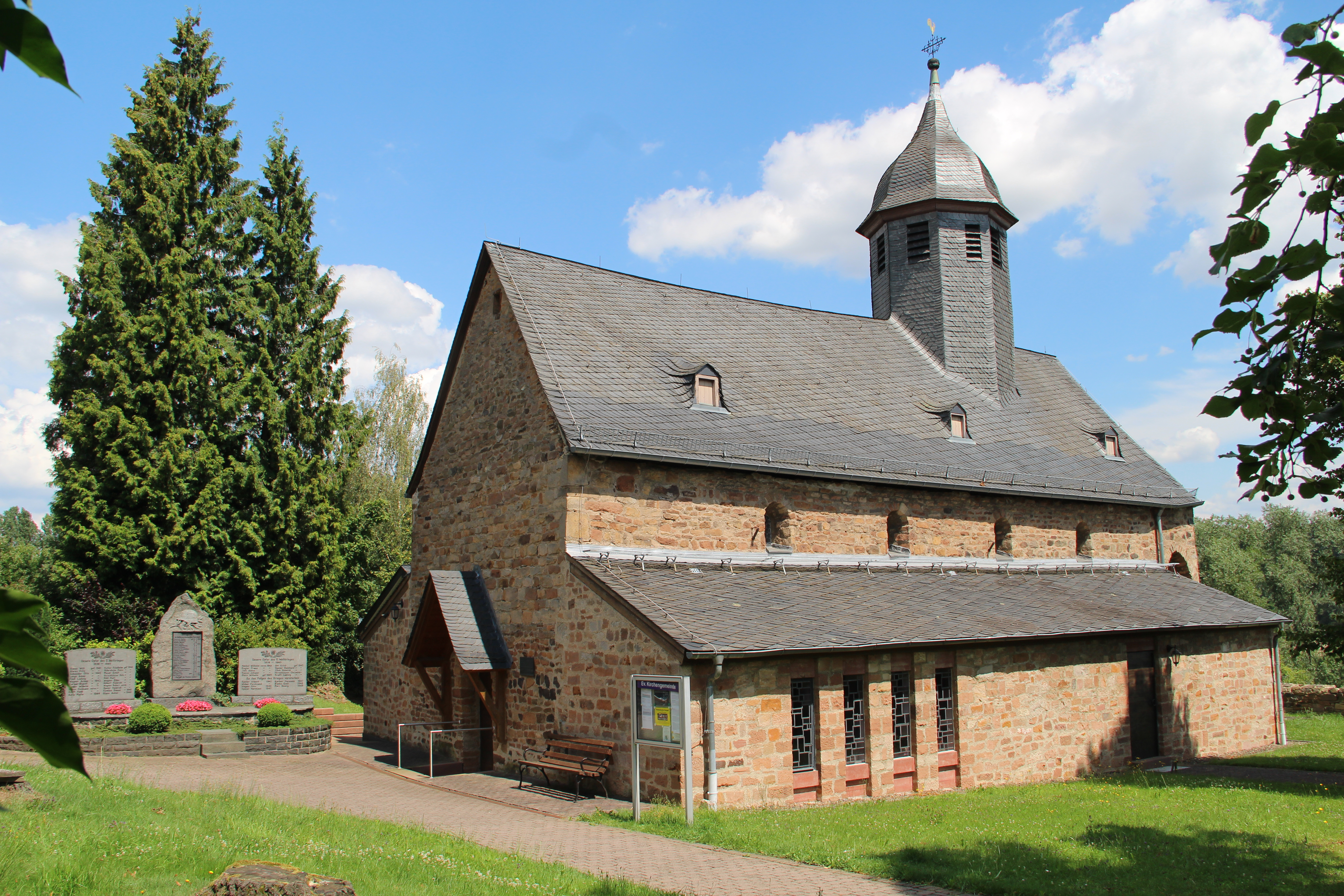
Südwestseite der Kirche in Odenhausen

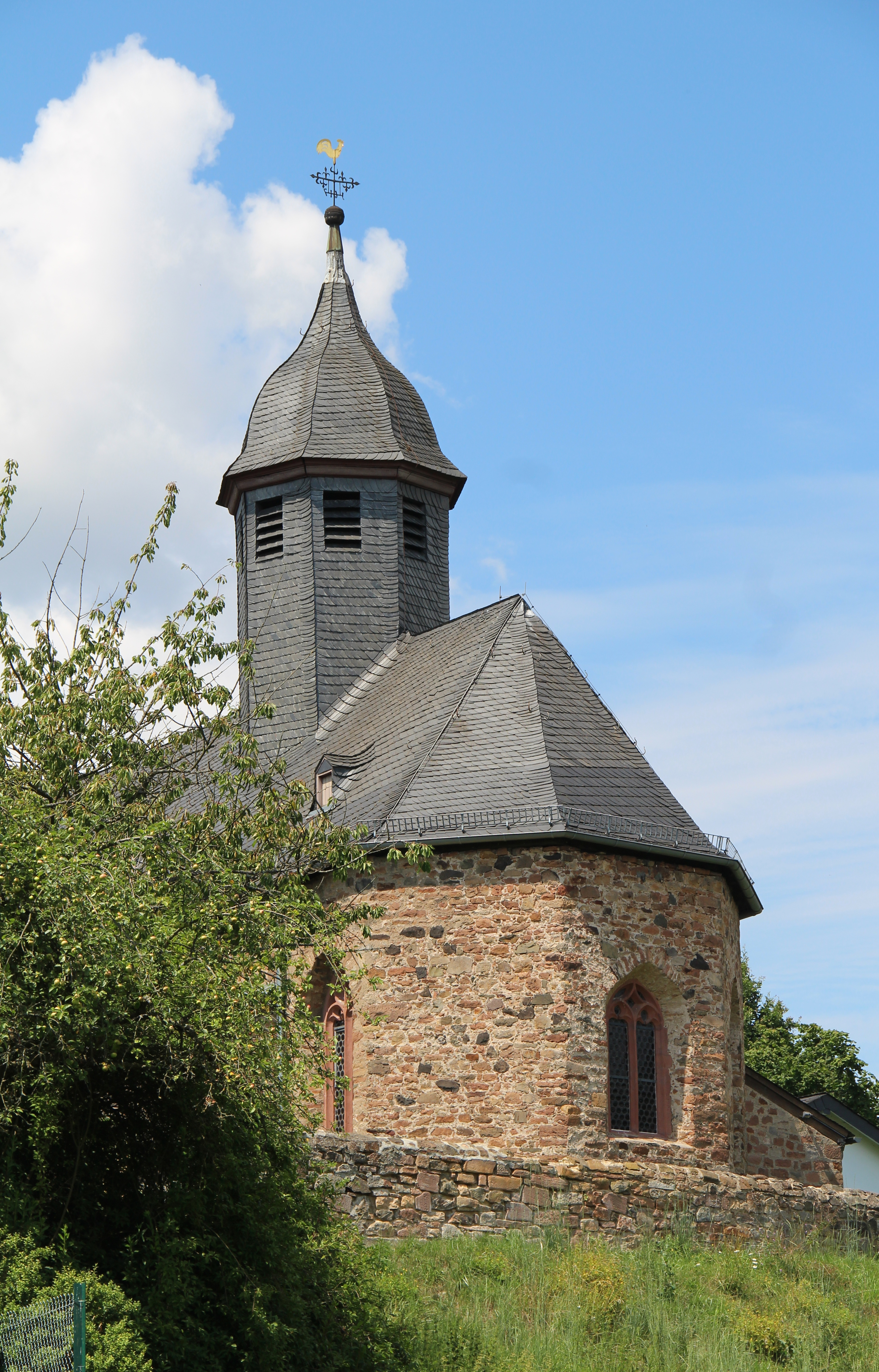
Ostseite der Kirche

Die Evangelische Kirche in Odenhausen in der Gemeinde Lollar im Landkreis Gießen (Hessen) ist eine romanische Pfeilerbasilika aus dem 11. Jahrhundert. Das östliche Chorpolygon stammt aus dem 15., der barocke Dachreiter aus dem 18. Jahrhundert. Das hessische Kulturdenkmal ist das älteste Gebäude des Ortes und eine der ältesten Kirchen im Landkreis.

## Geschichte
Die Kirche wurde wahrscheinlich im 11. Jahrhundert, spätestens im 13. Jahrhundert als Eigenkirche der Gleiberger oder Merenberger errichtet. Ein Leutpriester (Pleban) mit Namen Conrad ist im Jahr 1256 nachgewiesen. Die Kirche wird urkundlich zum ersten Mal im Jahr 1271 erwähnt. Kirchlich gehörte der Ort im ausgehenden Mittelalter zur Großpfarrei Kirchberg im Dekanat Amöneburg im Bistum Mainz. Für 1500 ist in Salzböden ein Pfarrer nachgewiesen, der wahrscheinlich Odenhausen untergeordnet war. Seit Mitte des 16. Jahrhunderts steht Salzböden in einem Filialverhältnis zu Odenhausen. Mit Einführung der Reformation 1527 (spätestens 1533) wechselte Odenhausen zum protestantischen Bekenntnis. Erster evangelischer Pfarrer war Johannes Wöcker von Kassel, der hier von 1533 bis 1545 wirkte.
Um 1500 wurde der ursprüngliche Ostabschluss, eine halbrunde Apsis, einen Meter östlich durch einen gotischen Fünfachtelschluss ersetzt, nachdem ein Brand die romanische Apsis und den Hochaltar zerstört hatte. Wahrscheinlich in diesem Zusammenhang, spätestens aber im 16. Jahrhundert wurden die Seitenschiffe entfernt und im Jahr 1584 als Ersatz eine Längsempore an der Südseite, eine Westempore und mehrere Emporen in der Apsis eingebaut. Auf einer der Apsisemporen fand später die Orgel ihren Aufstellungsort. Vor die Südempore wurde eine kleine Vorempore für die Konfirmanden und Katechumenen errichtet, die an einem Längsbalken das Erbauungsjahr und die Namen der Baumeister trug: „HANS BENNER UND HANS  WOLFEIL: BAUMEISTER ANNO 1584 DEN 1. MACY“. Auf einem Tragbalken war zu lesen: „M. PETTER BORN 1584“.
Im Jahr 1617 wurde ein steileres Dach aufgesetzt und der Dachreiter erneuert. Ein Umbau der Emporen erfolgte im Jahr 1711, worauf folgende Inschrift hinweist: „JOHAN . CHRIST . REHERSHAHN . HANS JORG RAU . VORSTEHER HANS JAKOB KRAFT BURGEMEISTER 1711“. Im 18. Jahrhundert wurde das Dachwerk erneuert und ein neuer Dachreiter im Stil des Barock aufgesetzt. Im Zuge einer Kirchenrenovierung im Jahr 1808 malte der Licher Maler Daniel Hisgen die Kirche aus, schuf die Emporenbilder und übermalte die Rankenornamente der Brüstungen mit Blumenranken. 1906 folgte eine weitere Renovierung, bei der Maler Heinrich Demmer aus Wetzlar Kanzel, Emporen, Sakristei und Chor mit einem dunkelgrünen Anstrich versah. Der zu einem unbekannten Zeitpunkt angebrachte Außenputz wurde 1930/1931 vom Maurerbetrieb Hirschhäuser wieder entfernt.
Auf Betreiben des Denkmalamtes wurden in den Jahren 1969–1971 auf den alten Fundamenten die Seitenschiffe wieder angebaut und die vermauerten Arkaden zum Mittelschiff wieder geöffnet, die zuvor 0,30 Meter tiefe Nischen bildeten. Die Dachkonstruktion wurde vollständig erneuert und der mächtige Holzpfosten, auf dem der Dachreiter ruhte, durch einen Stahlträger ersetzt. Die Emporen im Süden und Osten wurden entfernt, da das Holz morsch war, und eine neue Westempore für die Orgel unter Einbeziehung alter Emporenbalken eingebaut. Da das alte Kirchengestühl von Holzwürmern und Pilzen zerfressen war, musste es ersetzt werden, ebenso der Mittelpfosten, der den Dachreiter stützt, sowie der Kanzelfuß. Die drei vermauerten Obergadenfenster wurden wieder aufgebrochen und die später eingebrochenen großen Fenster vermauert, der gesamte Putz abgeschlagen und die Eichenbalken der Decke freigelegt, der Chorbereich um 0,15 Meter erhöht und der Boden mit roten Sandsteinplatten neu belegt. Die Brüstungsmalereien wurden wieder freigelegt. 21 der 28 alten Malereien wurden an den Außenwänden der Seitenschiffe aufgehängt, sieben an der neuen Westempore. Das alte Gestühl wurde durch moderne Stuhlreihen ersetzt. Die Einweihung fand am 9. Mai 1971 statt.
2006/2007 folgte der Anbau einer Sakristei an der Nordseite.
Die evangelischen Kirchengemeinden Odenhausen und Salzböden, die bis dahin pfarramtlich verbunden waren, fusionierten im Jahr 2017. Die neue Gemeinde umfasst etwa 1500 Mitglieder und gehört zum Evangelischen Kirchenkreis an Lahn und Dill in der Evangelischen Kirche im Rheinland.

## Architektur

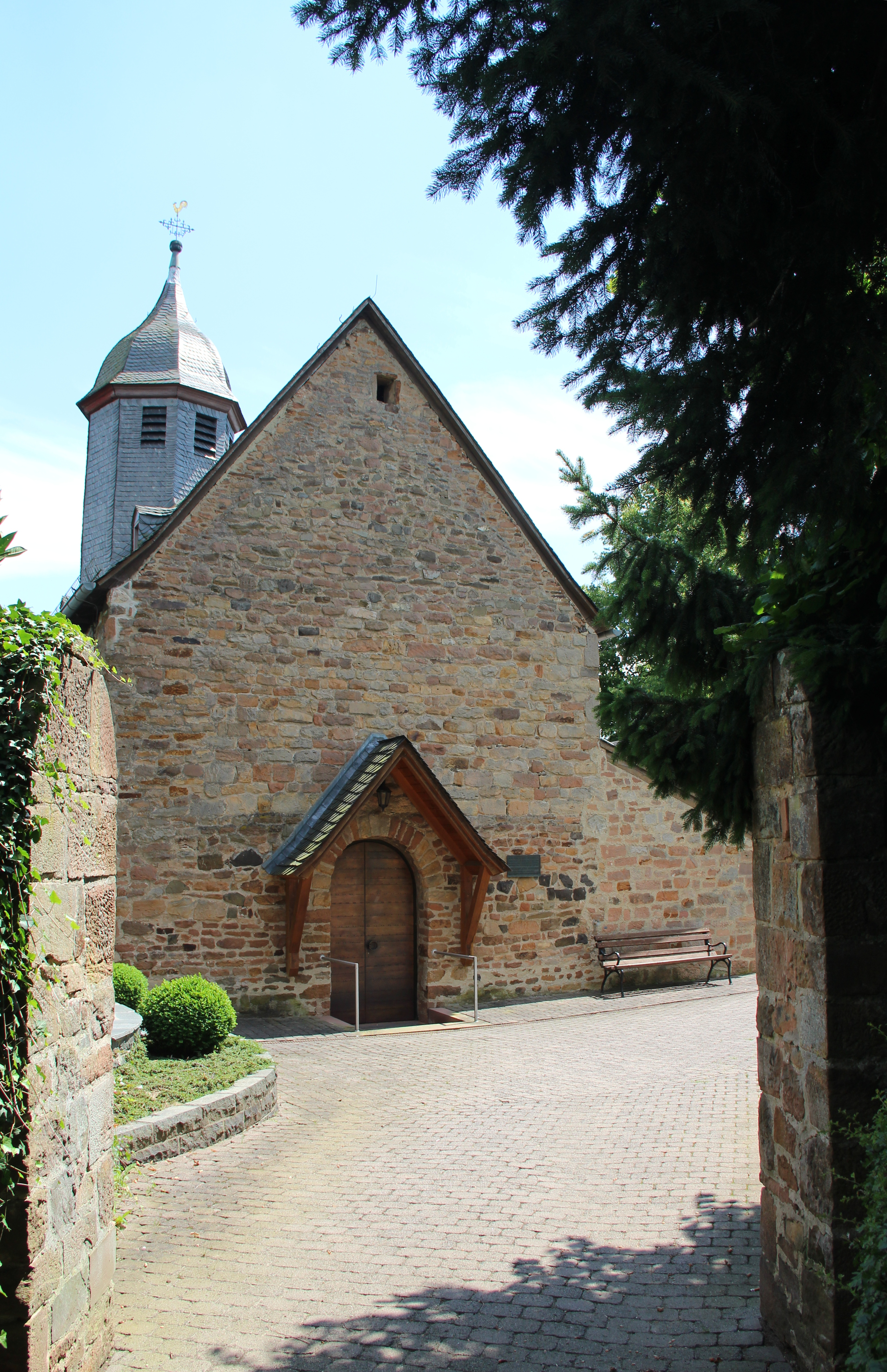
Westseite

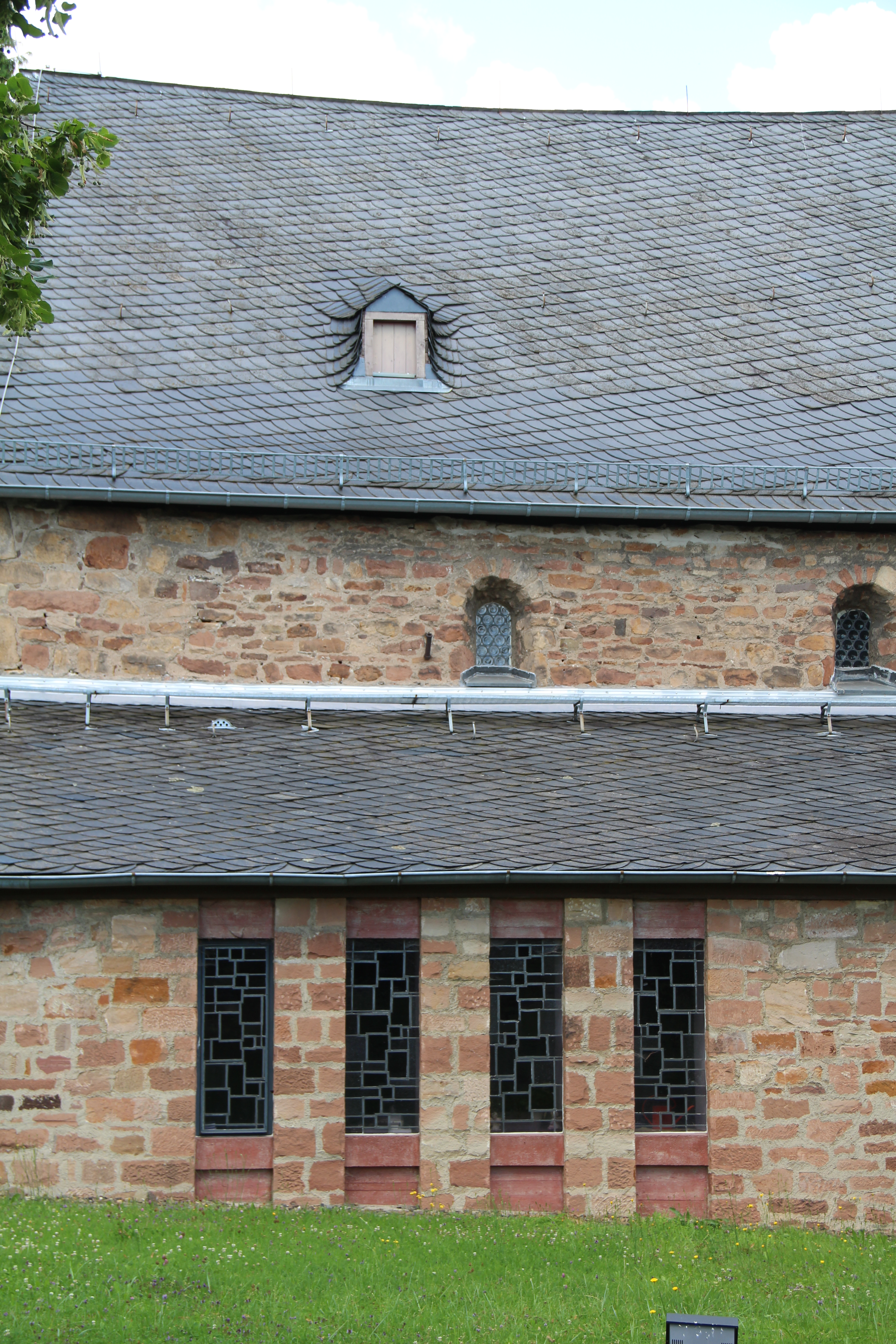
Außenansicht des südl. Seitenschiffs aus dem Ende der 1960er Jahre. Unten vier rechteckige moderne Fenster

Die annähernd geostete Kirche aus Bruchsteinmauerwerk ist am westlichen Ortsrand inmitten eines Kirchhofs errichtet, der von einer hohen Ringmauer aus Sandstein in Bruchsteinmauerwerk aus der Zeit um 1600 umgeben wird. Die etwa ein Meter starken Mauern des Mittelschiffs bestehen aus gebrochenen Sandsteinen und Grauwacke. Die Kirche ist 13 Meter breit und 20,85 Meter lang, das Nordschiff 17 Meter und das Südschiff 16,65 Meter lang. Der Innenraum des Mittelschiffs ist 5 Meter, der der Seitenschiffe jeweils 2,50 Meter breit.
Das Mittelschiff hat ein steiles Satteldach, das mit Naturschiefer eingedeckt ist, und einen vollständig verschieferten, achtseitigen Dachreiter im Osten, der von einer welschen Haube bekrönt wird. Dem Dach sind an jeder Seite drei Gauben zur Belüftung aufgesetzt. Der barocke Dachreiter hat hochrechteckige Schallöffnungen mit Lamellen. Er wird von einem Turmknauf aus Kupferblech, einem schmiedeeisernen Kreuz und einem vergoldeten Wetterhahn bekrönt. Die Querarme des Kreuzes werden durch drei Lilien verziert. Unter dem Kreuz ist die Jahreszahl 1617 angebracht.
Das Mauerwerk des Mittelschiffes stammt noch aus der romanischen Erbauungszeit. Da die Bögen der Arkaden (alle 2 Meter breit) Richtung Osten niedriger werden, wird der Eindruck eines längeren Kirchenschiffs suggeriert. Von den je vier kleinen hochsitzenden rundbogigen Fenstern (0,60 Meter breit, 0,70–0,90 Meter hoch) an den beiden Seiten im Obergaden war noch eines im ursprünglichen Zustand aus romanischer Zeit erhalten. Die vier Obergadenfenster entsprechen den Rundbogenarkaden des Mittelschiffs. Die sekundären Vermauerungen und Vergrößerungen wurden 1969–1971 beseitigt. Das rundbogige Westportal aus romanischer Zeit hat heute ein verschiefertes Vordach. Abgesehen von einem sehr kleinen Rechteckfenster im Westgiebel ist die Westseite fensterlos. Vor 1617 war das Mittelschiff etwas niedriger und das Dach etwas flacher. An der westlichen Giebelseite ist eine Erhöhung um 0,50–0,60 Meter erkennbar.
Der polygonale 5/8-Ostabschluss in gleicher Breite wie das Mittelschiff stammt aus gotischer Zeit. Der gotische Chor wird durch drei unterschiedlich hohe Fenster belichtet, die Maßwerk aufweisen, das aus einem Stück gearbeitet ist. Die Ornamente in den Spitzbögen sind unterschiedlich gestaltet. Die Fenster haben bleiverglaste Butzenscheiben.
Die Seitenschiffe aus dem Ende der 1960er Jahre werden im Westen durch vier schmale Rechteckfenster (1,35 × 0,54 Meter) belichtet. Das Nordschiff hat zwei weitere Fenster im Osten. Ein flaches Pultdach führt bis unter die Fenster des Obergadens. Eine rechteckige Tür in der östlichen Südwand ermöglicht den Zugang. Ein kleiner Durchgang vermittelt zwischen der Sakristei im Norden und dem Seitenschiff.

## Ausstattung

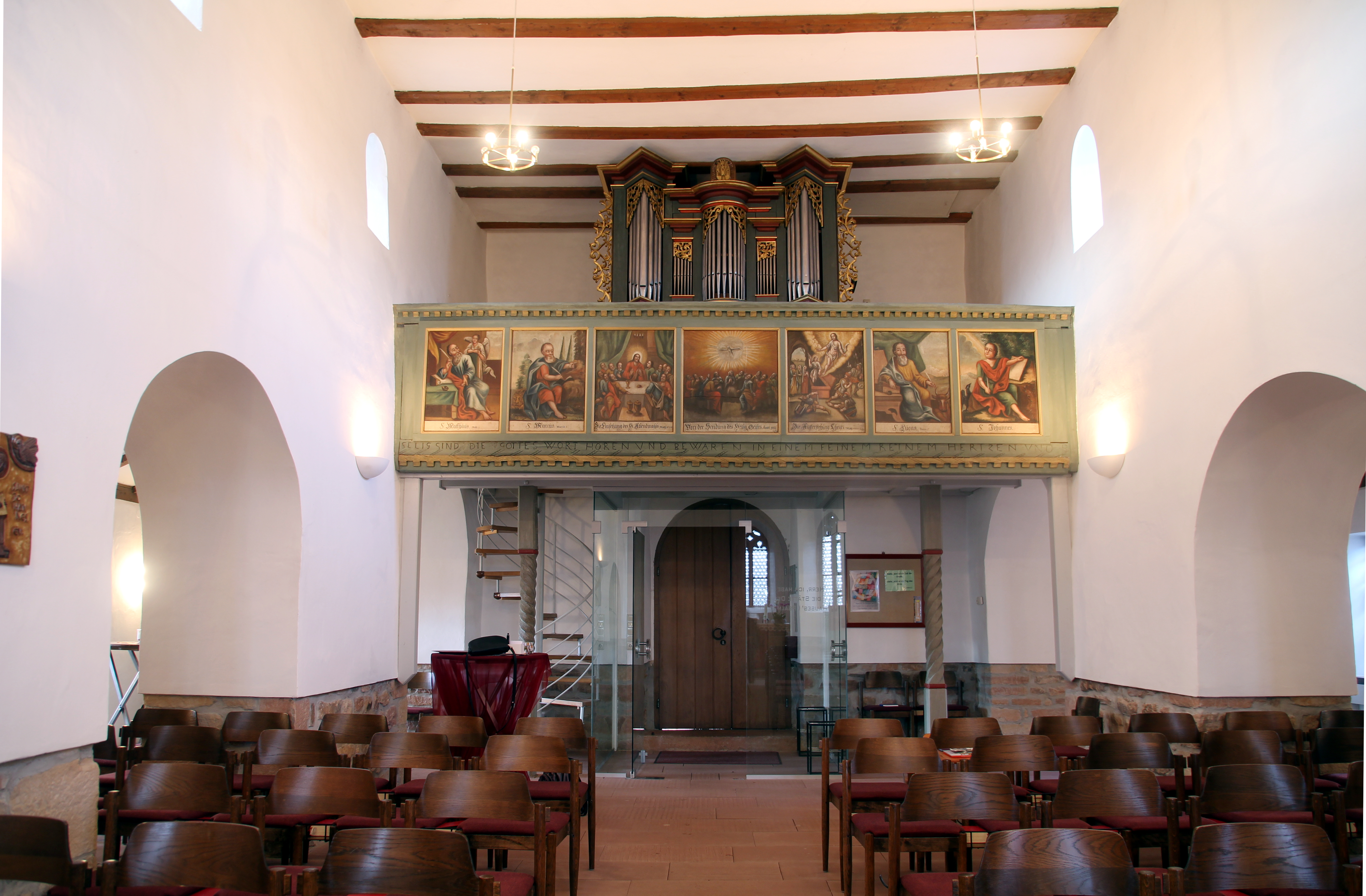
Blick nach Westen

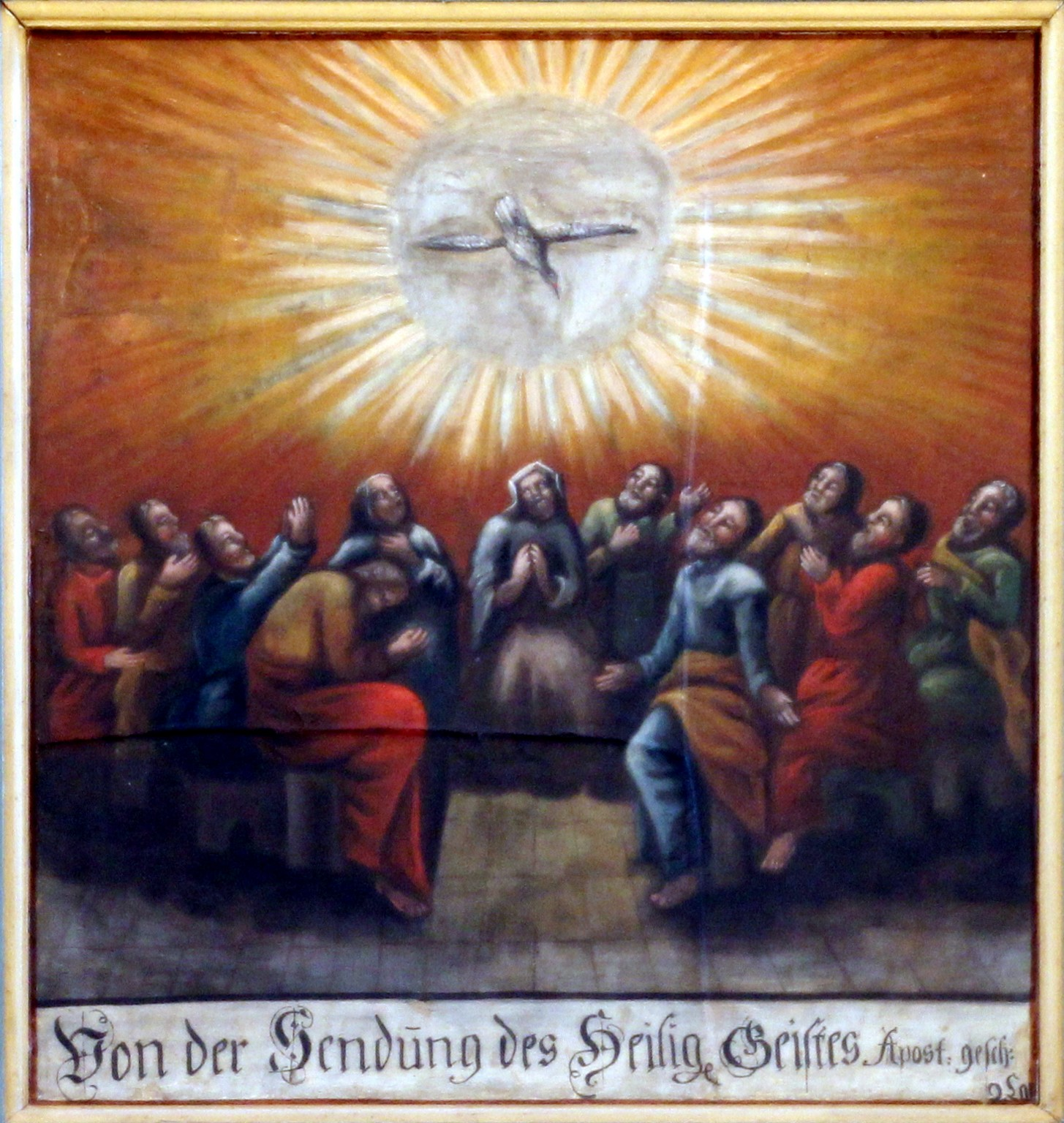
Pfingstdarstellung von Hisgen

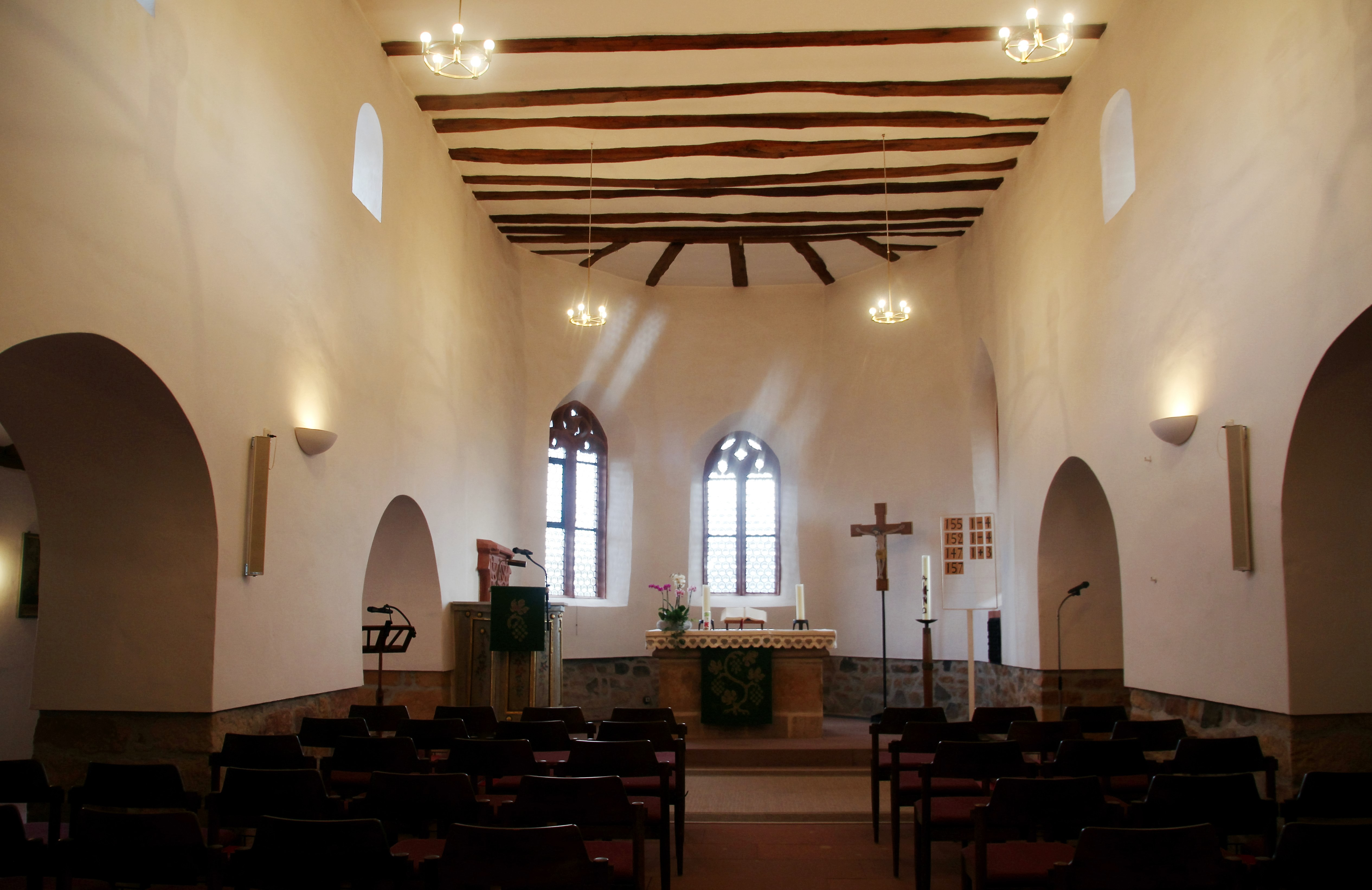
Blick nach Osten

Das Mittelschiff wird durch eine flache Balkendecke abgeschlossen. Vier Rundbögen gewähren den Durchgang zu den Seitenschiffen. Die Westempore von 1584 trägt die Inschrift: „SELIG SIND DIE GOTTES WORT HÖREN UND BEWAREN IN EINEM FEINEM REINEM HERTZEN UND“. Das restliche Balkenstück, das auf dem Speicher aufbewahrt wird, hat die fehlenden Worte „BRINGEN FRUCHT IN GEDULT LUC AM 8 UND 11 CAP“. An zwei Pfeilern im nördlichen Seitenschiff hängen zwei erhaltene Emporentafeln. Auf einer wurde die ursprüngliche Bemalung mit Rankenornamenten teilweise freigelegt, um die verschiedenen Fassungen zu demonstrieren. Eine weitere Emporentafel ist vollständig freigelegt. Im südlichen Seitenschiff ist ein Geräteschrank aufgestellt, dessen drei Türen aus der alten Empore gefertigt wurden. Im nördlichen Schiff ist der alte Pfarrstuhl eingebaut, der ursprünglich als Sakristei diente und seit der Innenrenovierung die elektrische Schalteranlage beherbergt.
Die Sakramentsnische (1,20 × 0,75 Meter) in der nördlichen Apsis mit Umrahmung aus rotem Sandstein stammt aus dem 15. Jahrhundert und zeigt einen bärtigen Christuskopf. Gegenüber in der Südwand wurde in einer schlichten Nische (0,45 × 0,55 Meter) ursprünglich das Taufwasser aufbewahrt. Ein in der südöstlichen Außenwand der Apsis eingelassener Scheibenkreuz-Grabstein stammt aus dem 15. Jahrhundert und ein Grab-Kreuzstein aus dem 16. Jahrhundert. Zwei barocke Grabsteine in der Ostwand des südlichen Seitenschiffs datieren von 1734 und 1756.
Der mächtige Altar (1,60 × 1,05 Meter groß, 1,05 Meter hoch) aus Sandsteinquadern ist der älteste Einrichtungsgegenstand und stammt aus romanischer Zeit. Er wird von einer mächtigen Mensaplatte (1,86 × 1,17 Meter groß, 0,27 Meter tief) über Karnies bedeckt und hat vorne eine Nische, die in vorreformatorischer Zeit zur Aufbewahrung einer Reliquie diente. Der hölzerne, spätgotische Korpus (0,60 × 0,60 Meter) des Kruzifixes datiert aus dem 15. Jahrhundert und war möglicherweise Bestandteil des zerstörten Hochaltars. Die sechsseitige hölzerne Kanzel wurde entweder um 1584 oder in der ersten Hälfte des 18. Jahrhunderts geschaffen. Sie weist Blumenmalereien in derselben Art auf, wie sie auch die Holztafeln der Brüstung in ihrer zweiten Fassung zierten.
Die 28 Brüstungsbilder von Daniel Hisgen haben biblische Motive zum Gegenstand. 20 Bilder zeigen Szenen aus dem Alten Testament, die anderen Szenen aus dem Neuen Testament. Die älteste Fassung aus dem 16. Jahrhundert hat florale Spiralen. 21 Bilder hängen heute in den Seitenschiffen, sieben mit neutestamentlichen Darstellungen an der neuen Westempore. Ein großes Gemälde, das die Taufe Jesu zeigt, hing bis 1969 unterhalb der Decke. In restaurierter Form hängt es heute an der Ostwand des nördlichen Seitenschiffes. Anlässlich der Innenrenovierung fertigte Hisgen 1808 eine Gedenktafel an, die von einer Blumengirlande umrahmt wird.

## Orgel

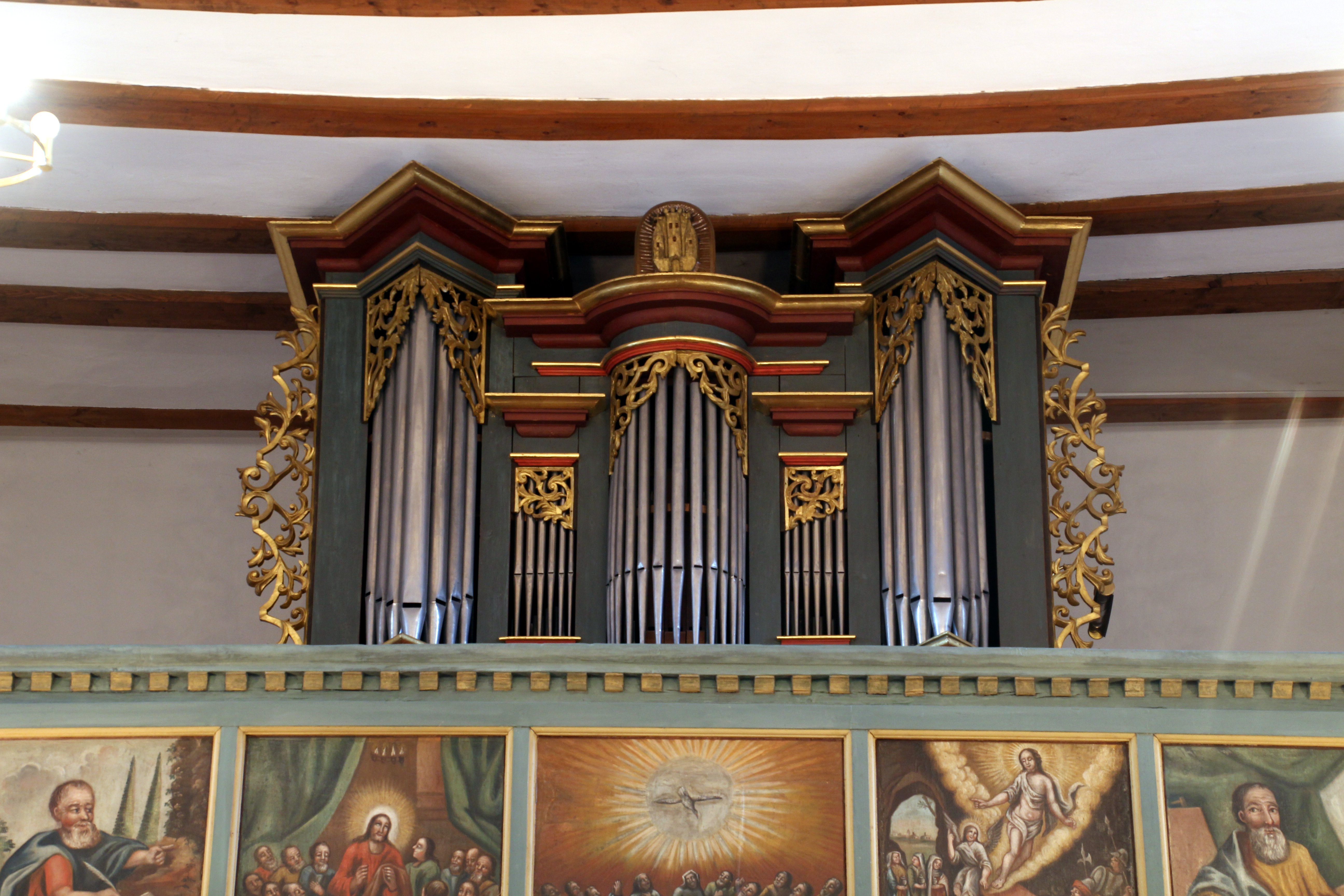
Barocker Orgelprospekt

Die Geschichte der Orgel ist mit Unsicherheiten behaftet. Die Kirche beherbergt eine Orgel in einem fünfachsigen barocken Gehäuse. G. Weißhaupt schuf 1739 entweder ein neues Orgelwerk oder bezog ein älteres Gehäuse ein, worauf die weit vorragenden Spitztürme hinweisen. Im Jahr 1895 baute der Orgelbauer Heinrich Eichhorn anlässlich einer Stiftung der Brüder Völk eine erste Orgel in Odenhausen ein und lieferte ein Innenwerk, das er aus Burgschwalbach für 40 Mark gebraucht übernahm. Das Wappen auf dem halbrunden Mittelturm ist das Gemeindewappen von Burgschwalbach. Bis 1968 stand die Orgel auf einer eigenen Empore im Chor, bevor sie 1970 ihren neuen Aufstellungsort auf der Westempore fand. Die Firma Oberlinger renovierte die Orgel 1985/1986 und stellte den ursprünglichen Zustand wieder her. Das Instrument verfügt über sieben Manual-Register mit insgesamt 536 Pfeifen und ein angehängtes Pedal. Die Disposition lautet wie folgt:
| I Manual CD–c3 |    |
| Gedackt        | 8′ |
| Principal      | 4′ |
| Gedackt        | 4′ |
| Quint          | 3′ |
| Octav          | 2′ |
| Mixtur III     |    |
| Vox humana     | 8′ |

| Pedal CD–d0 |     |
| Subbaß      | 16′ |

## Geläut
Der Dachreiter beherbergt ein Zweiergeläut. Eine kleine inschrifts- und schmucklose Glocke datiert aus dem 14. Jahrhundert und wurde 1954 wegen eines langen Risses geschweißt. Die größere Bronzeglocke wurde im Jahr 1950 als Ersatz für eine Glocke von 1441 gegossen, die 1942 an die Rüstungsindustrie abgeliefert werden musste. Das Geläut wurde 1971 elektrifiziert und 1984 mit einer Digitalschaltuhr versehen.
| Nr. | Gussjahr        | Gießer, Gussort | Durchmesser (mm) | Höhe (mm) | Masse (kg) | Schlagton | Inschrift                                                          | Bild |
| 1   | 1950            | Rincker, Sinn   | 780              | 800       | 311        | des2      | Ehre sei Gott in der Höhe und Friede auf Erden † Teneo quia teneor |      |
| 2   | 14. Jahrhundert | unbekannt       | 550              | 580       | um 105     | f2        |                                                                    |      |